# クロマチン免疫沈降
クロマチン免疫沈降（クロマチンめんえきちんこう、Chromatin immunoprecipitation、略称 ChIP）はタンパク質に対する抗体を用いてDNAとタンパク質との相互作用（結合）を研究する方法の一つで、特定のタンパク質（転写因子など）が結合するDNA上の部位とその配列を明らかにする方法である。
現在では、さらにDNAチップによる標的DNA配列の同定を組み合わせた ChIP on chip や、DNAシークエンシングによるChIP-seqがよく用いられる。
従来行われている似た方法にはゲルシフトアッセイがあるが、これは無細胞系（in vitro：細胞をすりつぶした溶液）を用いて、特定のDNAに結合するタンパク質を探す方法であった。それに対し、ChIPは生きた細胞（in vivo）を用いて、タンパク質の側からDNA配列を探すのが特徴である。
方法の概略を以下に示す。
- in vivoでのタンパク質のDNAへの固定化（クロスリンク）：一般にホルムアルデヒドを用いる。
- 細胞からのDNAの抽出。
- DNAの切断。（酵素法あるいは超音波法）
- タンパク質に対応する抗体によるDNA断片（対象となるタンパク質に結合している）の選抜。
- 遠心分離によるDNA-タンパク質-抗体複合体の沈降。上清（結合していないDNA）を捨てる。
- DNA-タンパク質複合体に含まれるDNAの分離。プロテイナーゼKなどによりタンパク質を分解する。

これにより、目的のタンパク質と結合するDNAの短い配列だけを選択することができる。
次の段階はDNA断片の同定である。これにより対象となるDNAがゲノム上のどこにあるかを知り、あるいはそのタンパク質が相互作用する新たな遺伝子を探し出すことができる。

## DNA断片の同定
DNA断片の同定には、従来はPCRが用いられた。ただしこれは配列がある程度予想されている場合にのみ有効である。
配列が全く不明の場合には、この段階でDNAチップを用いる"ChIP on chip"が有効である。これにより一度に数千種もの配列の確認が可能となる。